# Природно-заповідний фонд Машівського району
Природно-заповідний фонд Машівського району становить 5 об'єктів ПЗФ (4 заказники та 1 парк-пам'ятку садово-паркового мистецтва). З них 1 — загальнодержавного значення (Руський Орчик). Загальна площа ПЗФ — 2124,6 га.

## Території та об'єкти

### Заказники
| Назва об'єкта        | Тип, категорія, значення                                 | Рік створення | Площа (га) | Місцезнаходження                                                               | Зображення |
| -------------------- | -------------------------------------------------------- | ------------- | ---------- | ------------------------------------------------------------------------------ | ---------- |
| «Дикунова балка»     | Заказник ботанічний місцевого значення                   | 2003          | 45,7       | неподалік смт. Машівка                                                         |            |
| «Михайлівська балка» | Заказник ботанічний місцевого значення                   | 2002          | 14,1       | с. Михайлівка                                                                  |            |
| «Руський Орчик»      | Заказник загальнозоологічний загальнодержавного значення | 1994          | 785        | с. Ряське, Карлівське лісництво, кв. 70, 71, 73-80                             |            |
| «Усть-Лип'янка»      | Заказник ландшафтний місцевого значення                  | 2002          | 1278,3     | між селами Усть-Лип'янка та Коновалівка, Карлівське лісництво, кв. 65(1)-68(1) |            |

### Парк-пам'ятка садово-паркового мистецтва
| Назва об'єкта               | Тип, категорія, значення                                    | Рік створення | Площа (га) | Місцезнаходження | Зображення |
| --------------------------- | ----------------------------------------------------------- | ------------- | ---------- | ---------------- | ---------- |
| «Дендрарій держсортомережі» | Парк-пам'ятка садово-паркового мистецтва місцевого значення | 1982          | 1,5        | с. Огуївка       |            |